# Chiesa dell'Architiello
La chiesa dell'Architiello (già San Giacomo o Concezione dell'Architiello o Santa Maria ab arcu)  è una delle chiese di interesse storico-artistico di Napoli; è sita nel quartiere Vomero ed è annessa alla Masseria dell'Architiello.

## Storia
Il tempio è stato fondato nel 1754 da don Giacomo Catucci con il titolo di San Giacomo, poi rimaneggiata ed ampliata nel 1829 quando assunse la titolazione di Santa Maria ab arcu, secondo la leggenda, a séguito del ritrovamento, sotto un arco adiacente all'edificio, di una statua della Vergine Maria in legno e cartapesta; tuttavia, la sua veste neoclassica attuale è riconducibile all'anno 1869, ad opera di Achille Piediferro.
Alcune tracce circa gli arredamenti settecenteschi della chiesa, sono riscontrabili nell'architettura stessa del tempio: essa, infatti, mostra le originarie porte lignee e la volta a padiglione. Il vecchio organo, deturpato dal sisma del 1980, fu traslato nella chiesa di Nostra Signora del Sacro Cuore di via Scala.
La chiesa custodisce l'antico confessionale, una statua dell'Addolorata, un busto di San Gennaro; mentre il ciborio dell'altare sinistro che custodiva un teschio, è stato anch'esso trasferito nella chiesa di via Scala.